# Торепаредонес
Торепаредонес в провинция Кордоба на автономна област Андалусия, Испания е мястото, където се е намирало древно укрепено селище от халколита, предположително от поне около 1500 г. пр.н.е.
Селището е било на територията на Тартес, след което е станало римски укрепен град в този район. През 21 век усилено се разкопава и проучва.